# خوتكوفو

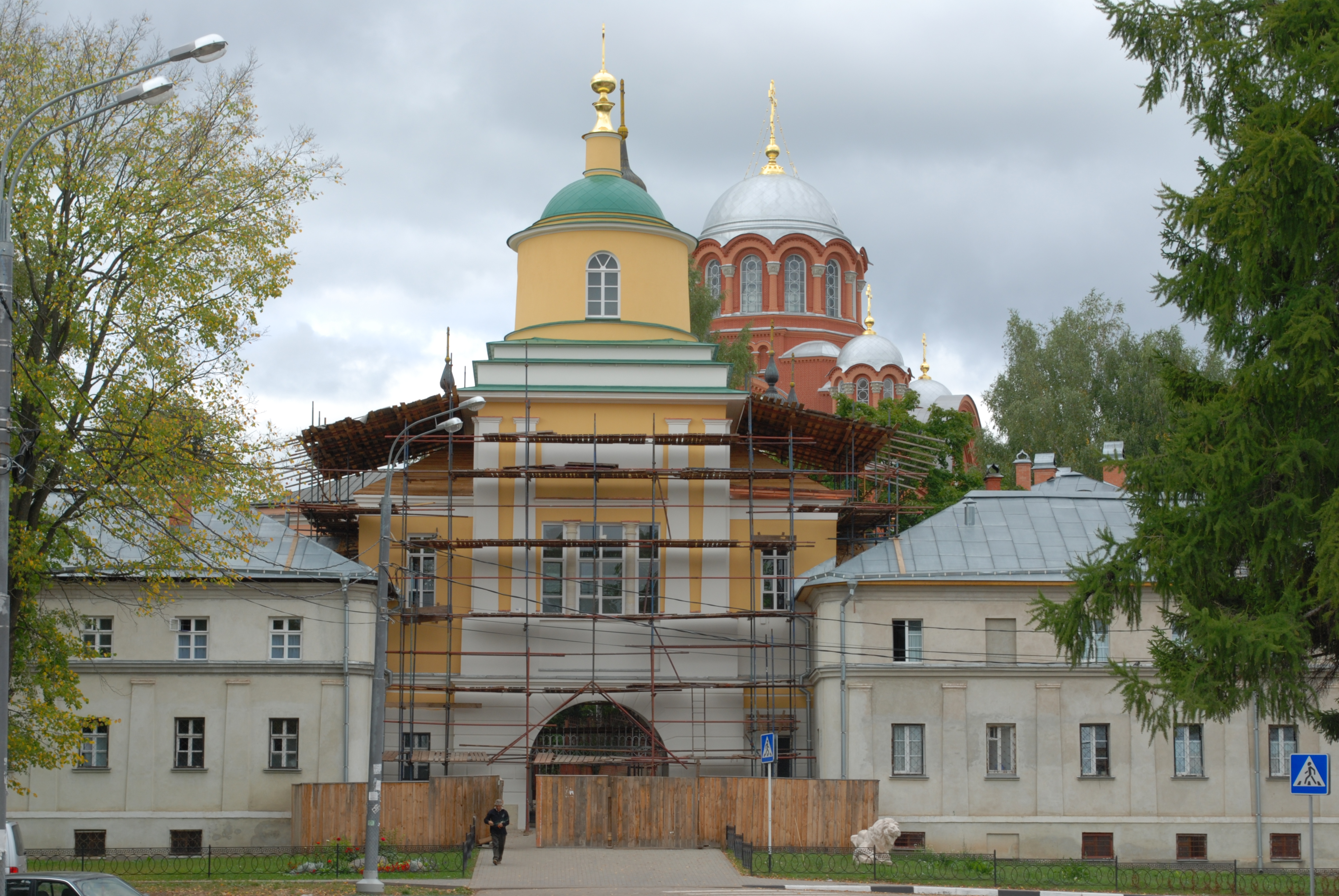

خوتكوفو (بالروسية: Хотьково) هي إحدى مدن روسيا في الكيان الفدرالي الروسي موسكو أوبلاست.